# DC Towers
DC Towers je budovaný komplex dvou vídeňských mrakodrapů, který je situován v moderní obchodní čtvrti Donau City. Skládá se z budovy DC Tower 1 a z nižší DC Tower 2. Architektem obou mrakodrapů je Francouz Dominique Perrault, ale celý projekt je realizován ve spolupráci s rakouskou architektonickou společností Hoffmann-Janz Architekten. Zatím byla dokončena první z budov – DC Tower 1, která slouží veřejnosti od roku 2013.

## DC Tower 1
DC Tower 1 je vyšší budovou komplexu. Po dokončení má 60 podlaží a výšku 220 m (s anténou 248 m). Je o 18 metrů vyšší než Millennium Tower a tím pádem nejvyšší budovou Rakouska. Disponuje prostory o celkové výměře asi 93 600 m2, z toho přibližně je 66 000 m2 pronajímáno. DC Tower 1 nabízí především prostory pro kanceláře, ale i hotel s 255 pokoji a ve vyšších patrech i byty. V nejvyšším podlaží je exklusivní restaurace a na střeše vyhlídková plošina s výhledem na město, samozřejmostí jsou i maloobchodní prostory s restauracemi a prostory nabízející různé služby. 17. června 2010 byla slavnostně zahájena výstavba plánována na dobu 34 měsíců a byla tedy dokončena v průběhu roku 2013. Na konstrukci bylo použito 20 000 tun oceli a 110 000 m3 betonu.

## DC Tower 2
DC Tower 2 je nižší budovou komplexu. Po dokončení by měla mít 44 podlaží a výšku 168 m. Stane se 3. nejvyšší budovou v zemi hned po mrakodrapu Millennium Tower. Budova bude disponovat prostory o celkové výměře asi 61 700 m2, z toho bude přibližně 41 000 m² pronajímáno. Výstavba by měla začít po dokončení první fáze projektu, tedy po dostavbě DC Tower 1. Dokončení stavebních prací je odhadováno na rok 2015.